# Isochasta
Isochasta is een geslacht van vlinders van de familie tastermotten (Gelechiidae).

## Soorten
- I. antipala (Meyrick, 1904)
- I. aphthoropa (Turner, 1939)
- I. bacillum (Turner, 1927)
- I. centrosema (Lower, 1893)
- I. clavata (Meyrick, 1914)
- I. crypsixantha (Turner, 1919)
- I. epicharta (Turner, 1919)
- I. eurypsola (Turner, 1919)
- I. furtiva (Meyrick, 1904)
- I. macrothecta (Meyrick, 1904)
- I. ochrostephana (Turner, 1933)
- I. pamphaea (Meyrick, 1904)
- I. paradesma Meyrick, 1886
- I. peribapta (Lower, 1918)
- I. sinistra (Meyrick, 1904)
- I. sticheris (Turner, 1919)
- I. tetracosma (Meyrick, 1904)
- I. themerastis (Turner, 1919)
- I. thetica (Meyrick, 1904)
- I. turbida (Turner, 1919)